# Codice penale militare di pace
Il codice penale militare di pace (di seguito anche c.p.m.p.) è stato approvato in Italia con RD n. 303 del 1941, insieme al codice penale militare di guerra (o anche c.p.m.g.) e tratta dei reati commessi dai militari in tempo di pace.

## Storia
I codici sono stati, infatti, concepiti con la definizione di guerra e pace secondo la percezione che vi era ancora negli anni quaranta del XX secolo. Tuttavia, i codici non sono stati mai realmente riformati, ed adattati alle nuove condizioni internazionali. Si pensi alla normativa processuale militare, semplicemente abrogata dall'entrata in vigore del nuovo codice di procedura penale del 1988, che nelle disposizioni attuative prevedeva la semplice abrogazione di tutte le disposizioni procedurali penali diverse da quelle del nuovo c.p.p. Il risultato fu l'abrogazione di tutte le norme di cui si diceva senza la sostituzione con altre, e solo l'interpretazione ha potuto coniugare il nuovo c.p.p. con il c.p.m.p. e col c.p.m.g., ma con evidenti discrasie che solo il legislatore potrebbe eliminare. Vi furono anche delle proposte nel merito, come il disegno di legge n. 5433, d'iniziativa del Governo, sulla "Delega al Governo per la revisione delle leggi penali militari di pace e di guerra, nonché per l'adeguamento dell'ordinamento giudiziario militare", approvato in un testo unificato dal Senato della Repubblica in data 18 novembre 2004 e trasmesso alla Camera dei Deputati il 19 novembre 2004, ma l'iter legislativo non si è concluso per fine della XIV legislatura. A tutt'oggi permangono le antinomie tra le normative in parola.

## Le riforme
Il codice è stato riformato durante gli ultimi decenni, in particolare dalla legge 7 maggio 1981, n. 180 recante "Istituzione del Consiglio Superiore della Magistratura Militare", che ha esteso alla magistratura militare le stesse garanzie presenti nella magistratura ordinaria, modificando anche taluni istituti del codice, nonché negli ultimi anni con la legge 31 gennaio 2002, n. 6 "Conversione in legge, con modificazioni, del decreto-legge 1º dicembre 2001, n. 421, recante disposizioni urgenti per la partecipazione di personale militare all'operazione multinazionale denominata «Enduring Freedom»"; nonché con la legge 27 febbraio 2002, n. 15 "Conversione in legge, con modificazioni, del decreto-legge 28 dicembre 2001, n. 451, recante disposizioni urgenti per la proroga della partecipazione italiana ad operazioni militari internazionali" e la legge 18 marzo 2003, n. 42 "Conversione in legge, con modificazioni, del decreto-legge 20 gennaio 2003, n. 4, recante disposizioni urgenti per la prosecuzione della partecipazione italiana ad operazioni militari internazionali. Modifiche al codice penale militare di guerra". Le modifiche hanno avuto il compito di estendere in concetto di "militare", in situazioni che "politicamente" tali non erano (si pensi alle operazioni di mantenimento della pace).

## Struttura
Il codice è diviso in 3 Libri:
- Libro primo - Dei reati militari, in generale;
- Libro secondo - Dei reati militari, in particolare;
- Libro terzo - Della procedura penale militare.

Il Libro primo è diviso in 7 Titoli, così rubricati:
- Titolo I - Della legge penale militare;
- Titolo II - Delle pene militari;
- Titolo III - Del reato militare;
- Titolo IV - Del reo;
- Titolo V - Dell'applicazione e della esecuzione della pena;
- Titolo VI - Della estinzione del reato militare e della pena militare;
- Titolo VII - Delle misure amministrative di sicurezza.

Il Libro secondo è suddiviso in 6 Titoli:
- Titolo I - Dei reati contro la fedeltà e la difesa militare;
- Titolo II - Dei reati contro il servizio militare;
- Titolo III - Dei reati contro la disciplina militare;
- Titolo IV - Reati speciali contro l'amministrazione militare, contro la fede pubblica, contro la persona e contro il patrimonio;
- Titolo V - Disposizioni relative ai militari in congedo, ai mobilitati civili e alle persone estranee alle Forze armate dello Stato;
- Titolo VI - Disposizioni comuni ai titoli precedenti.

Il Libro terzo è, infine, suddiviso in 8 Titoli:
- Titolo I - Disposizioni preliminari;
- Titolo II - Dell'esercito della giurisdizione militare;
- Titolo III - Disposizioni generali;
- Titolo IV - Dell'istruzione;
- Titolo V - Del giudizio;
- Titolo VI - Dell'esecuzione;
- Titolo VII - Della procedura dei tribunali militari di bordo;
- Titolo VIII - Dell'estradizione.

## Il contenuto
L'art. 1. del c.p.m.p. stabilisce che la legge penale militare si applica "ai militari in servizio alle armi e a quelli considerati tali"
lo stesso articolo afferma comunque che è la legge a determinare i casi nei quali la legge penale militare si applichi a:
- militari in congedo;
- militari in congedo assoluto;
- assimilati[non chiaro] ai militari, agli iscritti ai corpi civili militarmente ordinati
- a ogni altra persona estranea alle forze armate dello Stato.

Per militari in servizio alle armi si intendono:
- gli appartenenti all'Esercito Italiano, alla Marina Militare, all'Aeronautica Militare, alla Guardia di finanza, e ai sensi dell'art. 1 della legge 31 marzo 2000, n. 78, anche all'Arma dei Carabinieri;
- le persone che a norma di legge acquistano la qualità di militari, quali gli iscritti, nei ruoli del Corpo speciale volontario, ausiliario delle Forze Armate, della Croce Rossa Italiana (ai sensi dell'art. 29 RD 10 febbraio 1936 n. 484); nei ruoli dell'Associazione dei cavalieri italiani del Sovrano Militare Ordine di Malta (ai sensi dell'art. 4 della legge 4 gennaio 1938 n. 23), sempre che chiamati in servizio.

Ai sensi dell'art. 7. c.p.m.p. ai militari in congedo la legge penale militare si applica:
1. quando commettono alcuno dei reati contro la fedeltà o la difesa militare, previsti negli artt. 77 (alto tradimento); 78 (istigazione all'alto tradimento, cospirazione e banda armata); 84 (intelligenza con lo straniero e offerta di servizi); 85 (soppressione, distruzione, falsificazione o sottrazione di atti, documenti o cose concernenti la forza, la preparazione o la difesa militare dello Stato); 86 (rivelazione di segreti militari a  scopo di spionaggio); 87 (accordo di militari per commettere rivelazioni di segreti militari a scopo di spionaggio); 88 (procacciamento di notizie segrete, a scopo di spionaggio); 89-bis (esecuzione indebita di disegni, ed introduzione clandestina in luoghi di interesse militare a scopo di spionaggio); 99 (corrispondenza con lo Stato estero diretta a commettere fatti di tradimento e di spionaggio militare); e nell'art. 98 (istigazione od offerta), quando l'istigazione o l'offerta si riferisce ad alcuni dei reati previsti negli artt. 84, 85, 86,  87, 88 e 89-bis.
2. quando commettono i reati previsti negli artt 157, 158 e 159  (procurata infermità a fine di sottrarsi agli obblighi del servizio militare, e simulazione d'infermità); nell'art. 212 (istigazione a commettere reati militari), e nell'art. 238 (reati commessi dal militare a causa del servizio prestato);
3. per il reato di omessa presentazione alla chiamata di controllo, ai sensi degli artt. 4 e 7 della legge 27 marzo 1930, n. 460, modificata dalla legge 3 giugno 1935, n. 1018, e dalla legge 7 dicembre 1951, n. 1565, degli artt. 205 e 207 del regio decreto 24 febbraio 1938, n. 329, e 103 del regio decreto 28 luglio 1932, n. 1365.